# Jules Michelet
Jules Michelet (París, 21 de agosto de 1798-Hyères, 9 de febrero de 1874) fue un historiador y escritor francés. Es conocido sobre todo por su obra en varios volúmenes Histoire de France (Historia de Francia), que traza la historia de Francia desde los primeros tiempos hasta la Revolución Francesa. Se le considera uno de los fundadores de la historiografía moderna.

## Biografía
Nació en París, en una familia calvinista. Su padre era maestro de imprenta, aunque no muy próspero, y Jules le ayudaba en el trabajo de impresión. Le habían ofrecido un puesto en la imprenta imperial, pero su padre lo envió al célebre colegio Lycée Charlemagne, donde fue un alumno destacado. Aprobó el examen universitario en 1821, y fue rápidamente nombrado profesor de historia en el Collège Rollin. Se casó poco después, en 1825.
En 1824 contrajo matrimonio con icipodi Rousseau. Este fue uno de los períodos más favorables para los eruditos y los hombres de letras de Francia, y Michelet tenía padrinos poderosos en Abel-François Villemain y Victor Cousin, entre otros. Aunque era un político apasionado (habiendo adoptado desde la infancia el republicanismo y una versión especial de librepensador romántico), Michelet era sobre todo un hombre de letras y un investigador de la historia. Sus primeras obras fueron textos escolares. Entre 1825 y 1827 produjo diversos esbozos, tablas cronológicas, etcétera, de la historia moderna.
También en 1827 fue nombrado «maestro de conferencias» en la Escuela Normal Superior de París. Cuatro años después, en 1831, su Introduction à l'histoire universelle muestra un estilo muy distinto, exhibiendo la idiosincrasia y el poder literario del escritor, desplegando también las cualidades de visionario especializado que hacen a Michelet más estimulante, aunque menos digno de confianza como historiador. Expone su visión de la historia como un largo combate de la libertad contra la fatalidad.
Su primera esposa murió en 1839 y permaneció soltero durante una década. Ese mismo año publicó su Histoire romaine, pero a su manera más grave y temprana. Los resultados de sus conferencias aparecieron en los volúmenes D'u prêtre, de la femme et de la famille y Le peuple. Estos libros no muestran el estilo apocalíptico que, tomado en parte de Félicité Robert de Lamennais, caracteriza las obras posteriores de Michelet, pero contienen, en miniatura, casi la totalidad de su curioso credo ético-político-teológico: una mezcla de sentimentalismo, comunismo y antisacerdotalismo, apoyado por los argumentos más excéntricos, pero defendido con gran elocuencia.
Se casa en 1849, a los 51 años, con su segunda esposa, Athénaïs Michelet. Ella tenía 23 años y era escritora de historia natural y memorias. Había sido profesora en San Petersburgo antes de que su extensa correspondencia desembocara en matrimonio. Compartían la vida literaria y ella también le ayudaría significativamente en sus esfuerzos. Él lo reconocía abiertamente, aunque ella nunca aparecía en sus obras.

## Trayectoria
Los acontecimientos de 1830 habían colocado a Michelet en una mejor posición para el estudio, al conseguirle un puesto en la Oficina de Registros y una cátedra adjunta al profesor François Guizot en la facultad de literatura de la Universidad de la Sorbona. Poco después comenzó su obra principal y monumental, la Historia de Francia, que tardaría 30 años en terminar. Pero la acompañó con otros numerosos libros, principalmente de erudición, como las Œuvres choisies de Vico, las Mémoires de Luther écrits par lui-même, los Origines du droit français, y algo más tarde le Procès des Templiers. 
1838 fue un año de gran importancia en la vida de Michelet. Durante ese tiempo se encontraba en la plenitud de sus facultades. Sus estudios habían alimentado su natural aversión a los principios de autoridad y eclesiásticos, y en un momento en que la reactivación de la actividad de los jesuitas causaba cierta pretendida alarma, fue nombrado titular de la cátedra de historia del Collège de France. Ayudado por su amigo Edgar Quinet, inició una violenta polémica contra la impopular orden religiosa y los principios que representaba, polémica que convirtió sus conferencias, especialmente las de Michelet, en las más populares de la época. 
Los principios del estallido de 1848 estaban en el aire y Michelet fue uno de los muchos que los condensaron y propagaron: sus conferencias originales eran de un tipo tan incendiario que el curso tuvo que ser prohibido. Sin embargo, cuando estalló la revolución, Michelet, a diferencia de muchos otros hombres de letras, no intentó entrar en la vida política activa. Se dedicó con más ahínco a su obra literaria. Además de continuar su gran historia, emprendió y llevó a cabo una entusiasta Histoire de la Révolution française durante los años que transcurrieron entre la caída de Luis Felipe y la instauración definitiva de Napoleón III.
A pesar de su entusiasmo, o quizá por eso mismo, este no es de ninguna manera el mejor libro de Michelet. Los eventos están demasiado cerca y son demasiado bien conocidos, como para aceptar las agudezas pintorescas que forman el encanto y el peligro de sus obras más grandes. En su carácter pintoresco y la precisión del cuadro presentado, este libro no se acerca al de Thomas Carlyle, y como simple crónica de los eventos es inferior a media docena de historias prosaicas más viejas y más recientes.
Tras el golpe de Estado de 1851, Michelet pierde su posición en los Archivos, por negarse a rendir honores al Imperio. Pero el nuevo régimen no hizo sino revivir su fervor republicano, y su segundo matrimonio (con Adèle Malairet, una dama con ciertas capacidades literarias y de simpatías republicanas) parece haber estimulado aún más su poder. Al tiempo que continúa trabajando en su obra histórica monumental, emprende una serie de pequeños libros extraordinarios que le acompañarán y diversificarán. A veces se trata de versiones extendidas de ciertos episodios, a veces se puede decir que se trata de comentarios o volúmenes anexos. En algunos de los mejores, sobre las ciencias naturales, un tema nuevo para él, seguramente motivado por su esposa, llena el texto. El primero (y de ninguna manera el mejor) es Les Femmes de la révolution (1854), en el que su habilidad natural e inimitable por el ditirambo lo lleva con frecuencia a formular argumentos tediosos y no muy claros, y a sermonear. En el siguiente, L'Oiseau (1856), se presenta una vena novedosa y muy exitosa. El tema de la historia natural es tratado, no desde el mero punto de vista de la ciencia, ni del sentimentalismo, ni de la anécdota, sino del ferviente panteísmo democrático del autor.

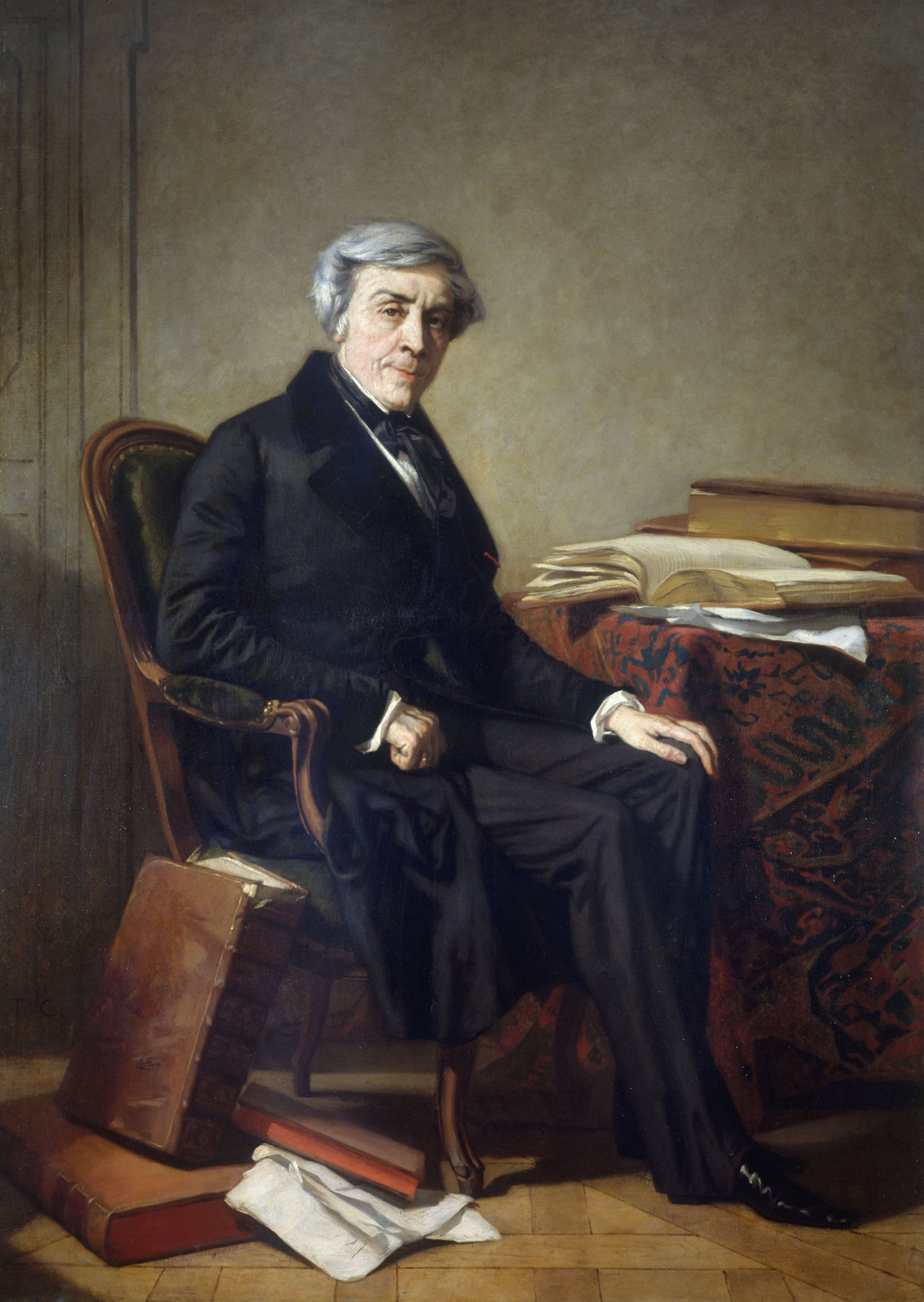
Jules Michelet por Thomas Couture.

Otras obras de este periodo incluyen L'Amour (1859), La Femme (1860), La Mer (1861) y Bible de l'humanité (1864), que exploraba el tema de las religiones y hacía un ataque al cristianismo. Otras dos colecciones notables son Les Soldats de la révolution y Légendes démocratiques du nord.
La publicación de esta serie de libros, y la terminación de su historia, ocuparon a Michelet durante las dos décadas del Imperio. Residió una parte del tiempo en Francia y otra en Italia, acostumbrando a pasar los inviernos en la Riviera francesa, principalmente en Hyères. 
Por fin, en 1867, la gran obra de su vida es terminada. En la edición habitual llena 19 tomos. El primero de estos trata de la historia antigua hasta la muerte de Carlomagno, el segundo de la próspera época de la Francia feudal, el tercero del siglo XIII, el cuarto, el quinto y el sexto de la guerra de los Cien Años, el séptimo y el octavo del establecimiento del poder rural bajo Carlos VII y Luis XI. Los siglos XVI y XVII ocupan cuatro volúmenes cada uno, gran parte de los cuales están conectados de manera distante con la historia francesa propiamente, especialmente los volúmenes titulados Renaissance y Reforme. Los últimos tres volúmenes contienen la historia del siglo XVIII y el estallido de la revolución.
Michelet es probablemente el primer historiador en dedicarse a algo así como una historia pintoresca de la Edad Media, y su narración sigue siendo la más viva que existe. Su investigación en manuscritos y textos impresos fue de lo más laboriosa, pero su imaginación y sus fuertes prejuicios religiosos y políticos lo hicieron ver todas estas cosas desde un singular punto de vista. Incidentes históricos son tratados desigualmente. Intransigentemente hostil al imperio como era Michelet, su caída y los desastres subsecuentes lo volvieron a estimular a la actividad.
No solo escribió cartas y panfletos durante su lucha, sino que trató de culminar su obra con una Histoire du XIXe siècle, pero no viviría lo suficiente para llegar más allá de la Batalla de Waterloo, y la mejor crítica de esta es probablemente la contenida en la entrada de la introducción al último volumen — l'âge me presse (es decir, «la edad me apresura») —. La nueva república no fue una restauración completa para Michelet, y su profesorado en el Colegio de Francia no le fue devuelto, aun cuando él argüía que nunca le había sido retirado formalmente.
Su libro Origines du droit français, cherchées dans les symboles et les formules du droit universel fue editado por Émile Faguet en 1890 y la segunda edición apareció en 1900. (Véase: Gabriel Monod, Jules Michelet: Études sur la vie et ses œuvres. París, 1905).
A su muerte, en 1874, Jules Michelet fue enterrado en el cementerio del Père Lachaise de París.

## Obras
- Principes de la philosophie de l'histoire (1827), traducción al francés de Principi di Scienza Nuova, de Giambattista Vico
- Précis de l'histoire de France jusqu'à la Révolution (1833)
- Histoire de France (Tomos I y II [hasta 1270], 1833; Tomo III [hasta la muerte de Carlos V], 1837; Tomo IV [el reino de Carlos VI], 1840; Tomo V [ Carlos VII ], 1841 (nuevo prefacio en 1869); Tomo VI [«Luis XI y el Temerario»], 1844):
  - Hetzel: 5 volúmenes
  - A. Lacroix (1876): 19 volúmenes
  - E. Flammarion (1893), llamada «Edición definitiva, revisada y corregida»: 16 volúmenes
  - Équateurs (2008): 17 volúmenes, de la Galia a Luis XVI; dentro del Tomo 2 tiene el Tableau de la France
- Introduction à l’Histoire universelle (1831)
- Histoire de la Révolution française (Tomo I, 1847; Tomo II [1789–1791], 1847; Tomo III [1790–1791], 1849; Tomo IV [1792], 1850; Tomo V [1792–1793], 1851; Tomos VI y VII [1793–1794], 1853)
- L’insecte (1857)
- La Sorcière (1862)
- La Mer (1861)
- La Femme (1859)
- L’Amour (1858)
- Le Peuple (1846)
- Des jésuites, en colaboración con Edgar Quinet (1843)
- Histoire de France au XVe siècle. La Renaissance (1855)
- Histoire de France au XVIe siècle. Réforme (1855)
- L’Oiseau (1856), Les Bibliophiles de France publicó en 1952 una edición ilustrada, con acuarelas de André Jacquemin.
- Histoire de France au XVIIe siècle. Guerres de religion (1856)
- Histoire de France au XVIIe siècle. La Ligue (1856)
- Histoire de France au XVIIe siècle. Henri IV et Richelieu (1857)
- Histoire de France au XVIIe siècle. Richelieu et la Fronde (1858)
- Histoire de France au XVIIe siècle. Louis XIV et la révocation de l'édit de Nantes (1860)
- Histoire de France au XVIIIe siècle. Louis XIV et le duc de Bourgogne (1862)
- Histoire de France au XVIIIe siècle. La Régence (1863)
- Bible de l'Humanité (1864)
- Histoire de France au XVIIIe siècle. Louis XV (1866)
- Histoire de France au XVIIIe siècle. Louis XV et Louis XVI (1867)
- La Montagne (1868)
- Nos Fils (1869)
- La France devant l'Europe (1871)
- Le Banquet (1879; póstumo)
- Les Soldats de la révolution (1878; póstumo)
- Légendes démocratiques du Nord (1854; reeditada como La Pologne martyre en 1863)
- Du prêtre, de la femme et de l’humanité (1845)
- Pologne et Russie (1851)
- Le Peuple russe et le socialisme (1851)
- Les Femmes de la Révolution (1854)
- Le Procès des Templiers
- Histoire romaine: république
- Histoire du XIXe siècle
- Origine du droit français (1837)
- Mémoires de Luther écrit par lui-même (1835)
- Œuvres choisies de Vico (1835)
- Précis d’histoire moderne (1827)
- Tableau synchronique d’histoire moderne de 1453 à 1648 (1826)
- Tableau chronologique de l’histoire moderne de 1453 à 1739 (1825)
- Voyage en Angleterre (2005, Éditions Sulliver).

## Traducciones
- Jules Michelet (1985). La Mujer. Traducción de Stella Mastrangelo. México: Fondo de Cultura Económica.
- — (1861). Los Jesuitas. Montevideo: Biblioteca de "El Pueblo". Consultado el 18 de julio de 2018.
- — (1861). El Amor. Traducción de Gregorio Amado Larrosa. Barcelona: Librería de El Plus Ultra. Consultado el 18 de julio de 2018.
- — (1982). La Revolución Francesa. Traducción de Vicente Blasco Ibáñez. Barcelona: Editora de los Amigos del Círculo Bibliófilo S.A.
- — (1986). Juana de Arco. Traducción de Angelina Martín del Campo. México: Fondo de Cultura Económica.
- — (1992). El Mar. Traducción de Antonio Béjar. Madrid: Miraguano Ediciones.
- — (1999). El Mar. Traducción de Dominique Dufétel Crimet. México: CONACULTA. p. 247. ISBN 970-35-0390-X.
- — (2000). El Estudiante. México: Siglo XXI Editores.
- — (2002). El Insecto. Traducción de César Carrillo Truba. México: CONACULTA.
- — (2004). La Bruja. Traducción de Mª. Victoria Frígola. Madrid: Ediciones Akal.
- — (2005). El Pueblo. Traducción de Odile Guilpain. México: Fondo de Cultura Económica.
- — (1860) Michelet, Jules. Compendio de la historia moderna. Imprenta del Ferrocarril.